# John Arbuthnot
John Arbuthnot (Inverbervie, 29 aprile 1667 – Londra, 27 febbraio 1735) è stato uno statistico, medico e scrittore scozzese.
Egli è ricordato per i suoi contributi in matematica, la sua appartenenza allo Scriblerus Club (da questo circolo letterario nacquero scritti come la parte III di I viaggi di Gulliver di Jonathan Swift, il  Peri Bathous, Or the Art of Sinking in Poetry, le Memorie di Martin Scriblerus e, forse,The Dunciad di Alexander Pope). Arbuthnot è ancor oggi noto anche per aver ideato la figura di John Bull quale tipico simbolo della Gran Bretagna nel mondo.

## Biografia
Arbuthnot, rimase disgustato dalle edizioni prodotte da Edmund Curll che, quale avvoltoio, non appena moriva un autore famoso subito commissionava a dei pennivendoli al suo servizio la stesura di biografie spesso basate su falsi documenti o false narrazioni fornite da terzi; per questo, Arbuthnot classificò tali pseudo-biografie come "uno dei nuovi aspetti terrificanti della morte". Come conseguenza di tale disgustoso comportamento Arbuthnot si dimostrò sempre riluttante a lasciare suoi scritti. Alexander Pope riferì a Joseph Spence che Arbuthnot permetteva ai suoi figli di giocare con i suoi scritti e addirittura di bruciarli. In tutta la sua vita professionale, Arbuthnot mostrò una grande umiltà e una grande disponibilità per gli amici che si dispiacevano per il fatto che non si preoccupasse di prendersi il merito per il proprio lavoro.
John Arbuthnot nacque nel Kincardineshire, sulla costa nordorientale della Scozia, figlio del Reverendo Alexander Arbuthnot, pastore della Chiesa episcopale scozzese, e di Margaret Lammie. Forse conseguì un Bachelor of Arts presso il Marischal College di Aberdeen nel 1685. Mentre i suoi fratelli nel 1689 parteggiavano per la causa Giacobita, John rimase con il padre. I fratelli erano Robert, che dopo aver combattuto per il re Giacomo II d'Inghilterra fuggì a Rouen dove svolse l'attività di banchiere, e George, un fratellastro, che scappò in Francia dove aprì un'attività di mercante di vini. Tuttavia, quando William e Mary salirono al trono e il nuovo Act of Settlement stabilì che tutti i prelati giurassero fedeltà ai sovrani quali capi della Chiesa di Inghilterra, il padre di Arbuthnot non ottemperò. Per questo motivo il Rev. Alexander Arbuthnot fu rimosso dalla sua carica e John dovette prendersi cura degli affari di casa allorché suo padre morì nel 1691.
Arbuthnot si recò a Londra nel 1691, dove pensava di poter vivere insegnando matematica. Abitò con William Pate, che Swift conobbe e definì un bel esprit. Nel 1692 pubblicò Of the Laws of Chance, una traduzione di De ratiociniis in ludo aleae di Christian Huygens. Questa traduzione rappresenta la prima opera in inglese sulla probabilità. Quest'opera riscosse un notevole successo e permise ad Arbuthnot di divenire l'istitutore privato di un certo Jeffrey Jeffreys, figlio di un membro del Parlamento. Arbuthnot continuò in questa mansione anche quando Jeffreys frequentò l'Università di Oxford nel 1694 e qui ebbe modo di conoscere famosi studiosi che allora insegnavano matematica e medicina, tra cui il Dr. John Radcliffe, Isaac Newton e Samuel Pepys. Tuttavia, Arbuthnot non aveva soldi per poter iscriversi e frequentare a tempo pieno. Avendo una solida istruzione di base, anche se acquisita in modo informale, Arbuthnot si iscrisse presso l'Università di St. Andrews dove conseguì il dottorato in medicina l'11 settembre 1696 discutendo sette tesi.
Nel 1697, scrisse una satira dal titolo An examination of Dr. Woodward's account &c. in risposta all'opera An essay towards a natural history of the earth and terrestrial bodies, especially minerals...  scritta dal naturalista John Woodward.  Egli sbeffeggiò l'arroganza delle opere di Woodward e la sua insistenza nel sostenere la tesi Aristotelica secondo cui ciò che è teoricamente corretto deve essere effettivamente vero. Nel 1701, Arbuthnot scrisse un'opera di matematica dal titolo An essay on the usefulness of mathematical learning, in a letter from a gentleman in the city to his friend in Oxford, nella quale l'autore elogia la matematica come il solo metodo per liberare la mente dalle superstizioni.
Nel 1702, Arbuthnot si trovò ad Epsom proprio quando il Principe Giorgio di Danimarca, marito della regina Anna, si ammalò. Secondo quanto riportato, Arbuthnot curò con successo il principe e per questo ottenne un invito a corte. Nel 1702, Arbuthnot sposò Margaret Wemyss. Anche se non vi sono tracce nei registri battesimali, pare che il suo primogenito Giorgio (così chiamato in onore del principe) sia nato nel 1703. Nel 1704, Arbuthnot fu nominato membro della Royal Society. Il 16 aprile 1705, grazie all'intervento della Regina, Arbuthnot ottenne la laurea in medicina dall'Università di Cambridge.
Arbuthnot era una persona amabile, per questo Swift disse che l'unico difetto che gli si poteva imputare era il suo incedere dondolante. I suoi modi piacevoli e le sue conoscenze a corte contribuirono a fare di Arbuthnot una figura di spicco nella Royal Society. Nel 1705, Arbuthnot divenne medico personale della regina Anna e al tempo stesso mise in cantiere la pubblicazione della Historia coelestius. Isaac Newton ed Edmund Halley vollero che l'opera venisse pubblicata immediatamente, per sostenere le loro ricerche sui corpi celesti, mentre l'astronomo reale John Flamsteed, le cui osservazioni erano contenute nell'opera da pubblicare,  voleva che questi dati fossero tenuti segreti fino a quando non li avesse perfezionati. Il risultato di tutto questo fu che Arbuthnot avvalendosi della sua amicizia con il Principe Giorgio, il cui denaro serviva per la pubblicazione, convinse Flamsteed a permettere nel 1712 la pubblicazione dell'opera, pur in presenza di gravi errori. Come studioso di antichità, Arbuthnot pubblicò Tables of Grecian, Roman, and Jewish measures, weights and coins; reduced to the English standard in tre edizioni successive fra il 1705 e il 1709 e nel 1727 pubblicò una edizione ampliata dell'opera con una prefazione (nella quale informava della nascita nel 1705 del suo secondogenito Charles).
Pur non essendo un giacobita alla maniera dei suoi fratelli, Arbuthnot era un conservatore, per motivi nazionali e familiari. La regina Anna era consigliata (e molti dicevano controllata) da Sarah Churchill, duchessa di Marlborough, che parteggiava per i Whig. Nel 1706, la duchessa di Marlborough litigò con la regina - un vero e proprio scisma che il partito avversario dei Tory fu ben lieto di incoraggiare. Il matrimonio della dama di compagnia Abigail Hill, nuova favorita a corte, con Samuel Masham, ebbe luogo nell'appartamento di Arbuthnot presso St. James's Palace. Non è chiaro il motivo della scelta di questo appartamento né in che misura Arbuthnot fosse coinvolto in questa vicenda. Come scozzese, Arbuthnot servì la corona inglese scrivendo A sermon preach'd to the people at the Mercat Cross of Edinborough on the subject of the union. Ecclesiastes, Chapter 10, Verse 27. Questo scritto aveva come scopo il persuadere gli scozzesi ad accettare l'Atto di Unione (1707). Quando la legge passò, Arbuthnot venne nominato membro del Royal College of Physicians di Edimburgo.
Arbuthnot tornò ad interessarsi di matematica nel 1710 quando pubblicò An argument for Divine Providence, taken from the constant regularity observed in the births of both sexes nelle Philosophical Transactions della Royal Society, in cui analizzando i dati delle nascite, dimostrò che i maschi nascevano in una percentuale maggiore rispetto alle femmine. Da questa conclusione risultante contro le leggi della probabilità, Arbuthnot dedusse che la spiegazione era da ravvisare nell'intervento della divina provvidenza per compensare la maggiore mortalità giovanile dei maschi rispetto alle femmine.

## Socio delloScriblerus Club
Nel 1710, Jonathan Swift si trasferì a Londra. Robert Harley, primo conte di Oxford e conte di Mortimer (allora ministro del tesoro e non ancora membro della nobiltà) e Swift pubblicarono la rivista The Examiner di tendenza conservatrice e Arbuthnot avendo fatto la loro conoscenza iniziò a fornire loro dei "suggerimenti". Questi "suggerimenti" si rivelarono degli spunti per saggi, scenette satiriche e cronaca. Dal 1711 al 1713, Arbuthnot e Swift diedero vita al "The Brothers' Club" anche se Arbuthnot tipicamente per il suo carattere metteva a disposizione le sue idee e i suoi scritti senza mai pretenderne il dovuto riconoscimento.

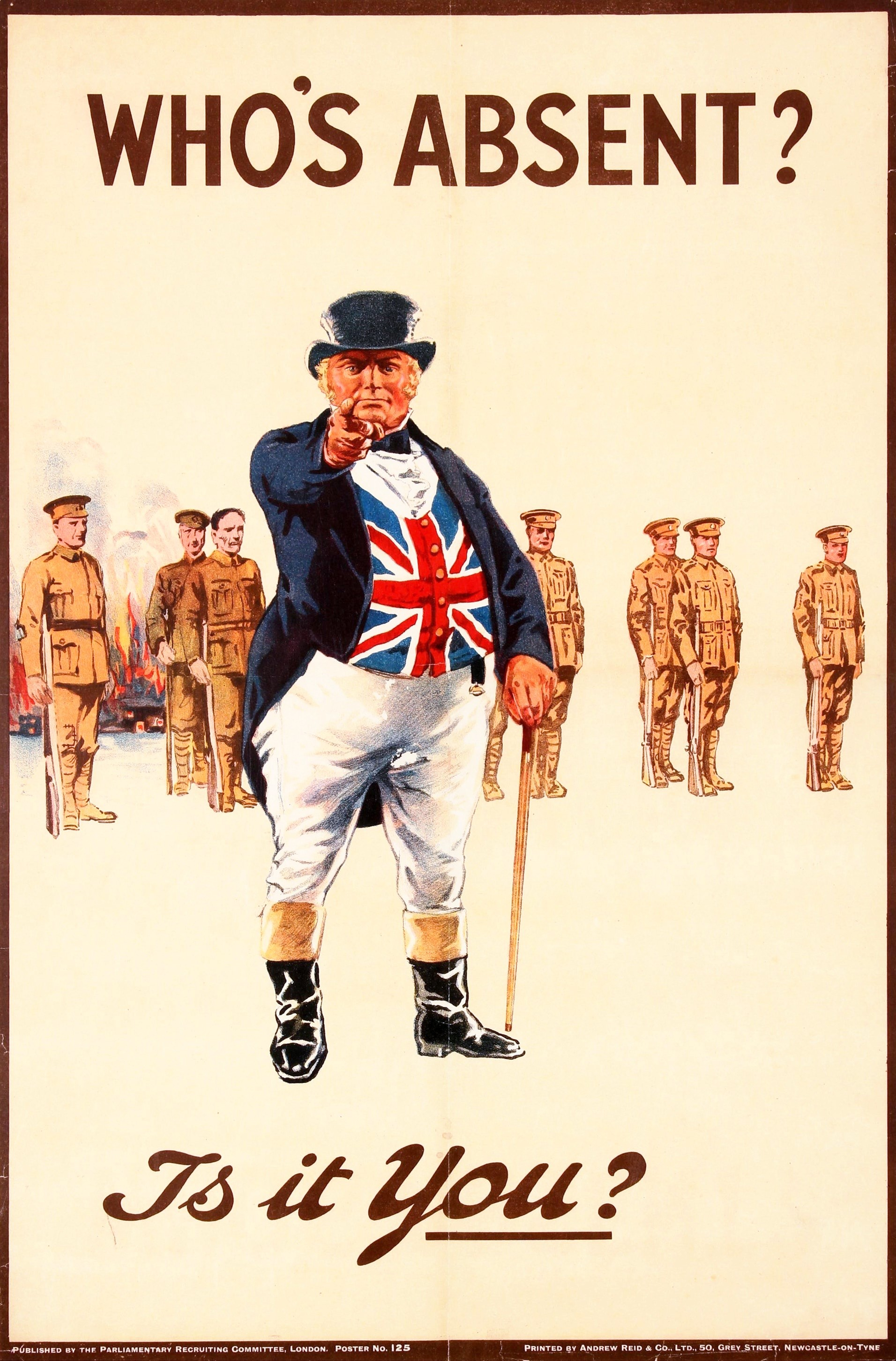
John Bull in un poster per il reclutamento della I Guerra mondiale. Il personaggio creato da Arbuthnot è diventato un duraturo simbolo del Regno Unito.

Nel 1712, Arbuthnot e Swift unitamente cercarono di venire in aiuto al governo Tory guidato da Harley e Henry Saint-John Bolingbroke che cercava di porre fine alla Guerra di successione spagnola. Questa guerra aveva arricchito John e Sarah Churchill, per questo il governo Tory cercò di porre fine a questa situazione mediante il ritiro dell'Inghilterra da tutte le alleanze e decidendo di trattare direttamente con la Francia. Swift scrisse The Conduct of the Allies e Arbuthnot scrisse una serie di cinque opuscoli in cui presentava la caratteristica figura di John Bull. Nel primo di questi scritti, Law Is a Bottomless Pit (1712), veniva descritta una semplice allegoria per spiegare quella guerra. John Bull (Inghilterra) ha citato in giudizio Louis Baboon (cioè Luigi di Borbone, ovvero Luigi XIV di Francia) circa l'eredità del defunto Lord Strutt (Carlo II di Spagna). L'avvocato di Bull è Humphrey Hocus (Marlborough). Bull ha una sorella di nome Peg (Scozia). Questo opuscolo risente della tipica satira Swiftiana, in quanto rende tutti i personaggi irrimediabilmente pieni di difetti e comici e nessuna delle loro azioni merita di essere perseguita (questo era invece l'intento di Arbuthnot che cercò di rendere la guerra un oggetto di vilipendio), ma al contempo lo scritto è pieno di umorismo popolare, di un tocco ordinario e di una simpatia per i personaggi tipicamente non Swiftiana.
Nel 1713, Arbuthnot continuò continuò la sua satira politica scrivendo Proposals for printing a very curious discourse... a treatise of the art of political lying, with an abstract of the first volume. Alla pari di altre opere da Arbuthnot incoraggiate, questo scritto è una sistematica retorica del pensare e scrivere male. L'autore si propone di insegnare alla gente come meglio mentire. Elenchi e manuali del genere si trovano nelle opere Peri Bathos e Memoirs of Martinus Scriblerus di Alexander Pope . Sempre nel 1713, Arbuthnot esercitò come medico presso il Royal Hospital Chelsea, che provvide a fornirgli anche una casa. Fu proprio in questa casa che si tennero gli incontri dello Scriblerus Club, che annoverò fra i suoi soci Harley (poi nominato Earl of Oxford), St. John (in seguito Viscount Bolingbroke), Pope, Gay, Swift e Thomas Parnell. Secondo tutti i soci del Club, Arbuthnot fu quello che maggiormente contribuì con idee ed era l'unica fonte cui attingere spunti per la satira delle scienze, a lui si deve anche l'idea per la stesura delle Memoirs of Martinus Scriblerus, un uomo pedante all'eccesso che, come il Dr. Woodward, un precedente oppositore di Arbuthnot, dopo aver letto tre o quattro righe di un'opera Classica si riteneva in grado di dedurne una verità universale (e assurda).
Il Club si riunì solo per un anno, a causa del decesso della regina Anna nel mese di luglio del 1714, il Club si riunì per l'ultima volta nel novembre dello stesso anno. La regina Anna morì intestata, di conseguenza tutti suoi dipendenti si trovarono senza lavoro e alla mercé della successiva amministrazione — un'amministrazione che sarebbe stata allestita dai nemici di Arbuthnot e degli altri soci dello Scriblerus Club. Quando Giorgio I di Gran Bretagna salì al trono, Arbuthnot perse tutti gli incarichi a corte e tutte le sue case, tuttavia poteva contare sulla sua ancor valida professione medica. Egli andò ad abitare in una casa cui si accedeva da "la seconda porta a sinistra di Dover Street" a Piccadilly.

## Gli ultimi anni
Nel 1717, Arbuthnot contribuì in qualche modo alla stesura della commedia Three Hours after Marriage di Pope e Gay, che venne rappresentata per sette sere. Arbuthnot fu amico di Georg Friedrich Händel e fu direttore della Royal Academy of Music dal 1719 al 1729.
Nel 1719 partecipò ad un vivace dibattito sul trattamento del vaiolo. In particolare, attaccò il Dr. Woodward, che ancora una volta se ne venne fuori con una opinione dogmatica e, secondo Arbuthnot, del tutto irrazionale. Nel 1723, Arbuthnot fu nominato ispettore dal Royal College of Physicians, come tale fu uno dei sostenitori del controllo e del miglioramento dei medicinali venduti dai farmacisti di Londra. Nel 1723, i farmacisti citarono in giudizio l'Ordine dei medici e Arbuthnot scrisse Reasons humbly offered by the ... upholders (undertakers) against part of the bill for the better viewing, searching, and examining of drugs. L'opuscolo suggeriva che i necrofori di Londra, a loro volta, dovrebbero citare l'Ordine per essere sicuri che la sicurezza dei medicinali fosse sempre scarsa. Nel 1727, fu eletto membro del Royal College of Physicians.
Fra il 1726 ed il 1727, Jonathan Swift e Alexander Pope si riunirono spesso presso la casa di Arbuthnot e Swift in queste occasioni mostrò ad Arbuthnot in anteprima il manoscritto di I viaggi di Gulliver. La dettagliata parodia dei progetti in corso presso la Royal Society come descritta nel libro III dei Viaggi di Gulliver, verosimilmente deve essere nata dai suggereimenti di Arbuthnot. Questi incontri con Arbuthnot furono utili anche per la seconda edizione di The Dunciad di Pope, nella quale Arbuthnot probabilmente scrisse il "Virgilius restauratus", una satira diretta a Richard Bentley.
Nel 1730 morì la moglie di Arbuthnot. L'anno successivo, egli scrisse un manuale di medicina popolare, An essay concerning the nature of ailments, and the choice of them, according to the different constitutions of human bodies. Il libro riscosse tale successo che nel 1732 fu pubblicata una seconda edizione contenente anche nozioni nutrizioniste. Negli anni successivi furono pubblicate altre quattro edizioni complete e venne tradotto in francese e tedesco. Nel 1733, Arbuthnoty scrisse ancora un testo di medicina di grande successo An Essay Concerning the Effects of Air on Human Bodies. L'autore sosteneva che l'aria esercitava grandi effetti sulla persone e riteneva che a seconda dei luoghi l'aria influiva sulle caratteristiche degli abitanti, come pure sulla presenza di particolari affezioni. Arbuthnot consigliava ai suoi lettori di ventilare le stanze dei malati e di andare alla ricerca di aria pulita nella città.
Il figlio di Arbuthnot, Charles morì nel 1731, lo stesso anno che fu pubblicato Miscellanies, Volume the Third di Swift e Pope. Arbuthnot contribuì al volume con "An Essay of the Learned Martinus Scriblerus Concerning the Origine of the Sciences".
Nel 1734, la salute di Arbuthnot cominciò a declinare, egli soffriva di calcolosi renale e di asma, oltre che di obesità. John Arbuthnot morì il 27 febbraio 1735 nella sua casa di Cork Street, a Londra e venne sepolto in St James's Church, a Piccadilly. Alexander Pope, subito dopo le esequie, pubblicò il suo componimento poetico intitolato "Epistle to Dr. Arbuthnot".

## Valore letterario

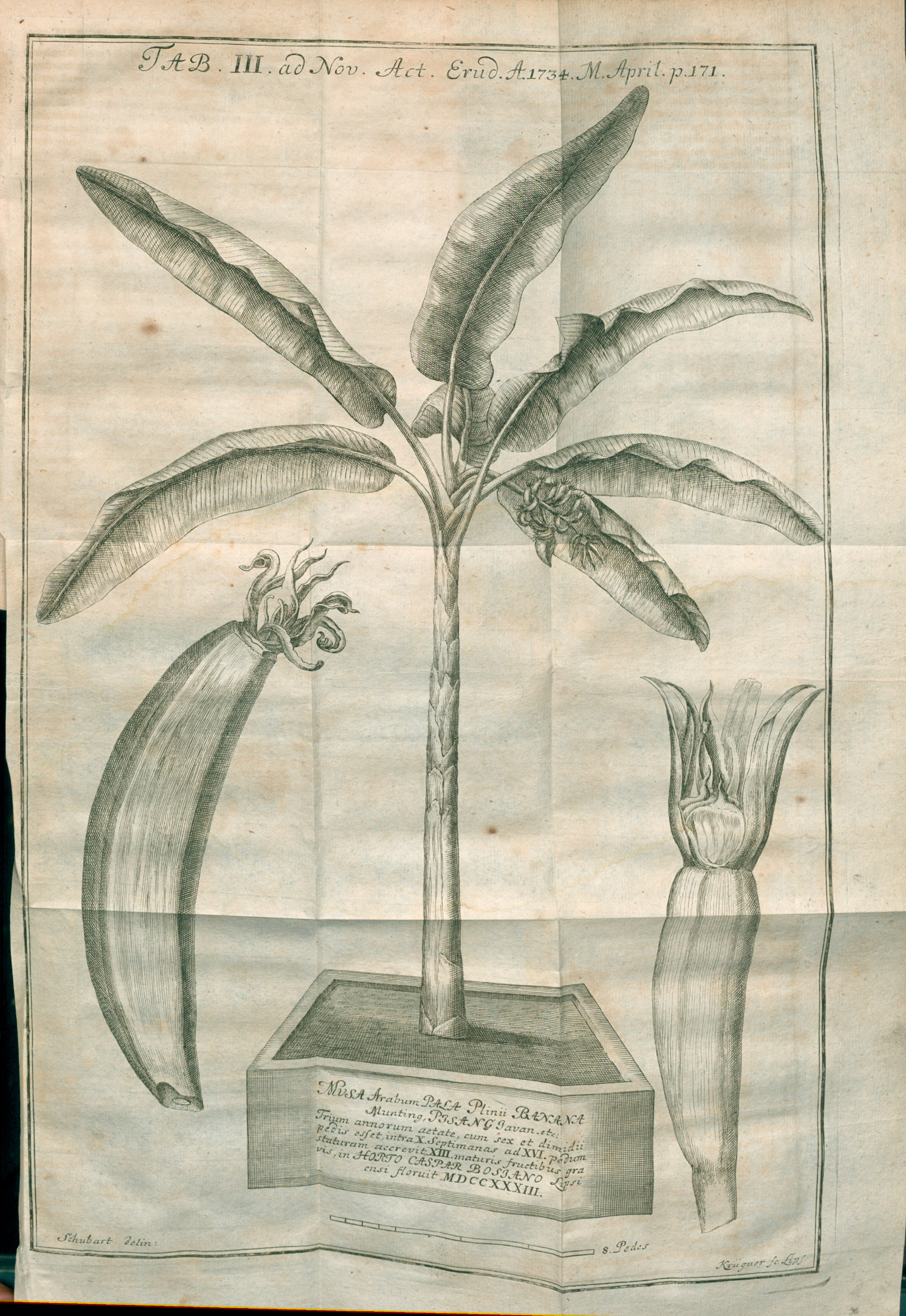
Illustrazione alla recensione dell'opera Tentamen circa indolem alimentoru... pubblicata sugli Acta Eruditorum del 1734

Arbuthnot fu uno dei soci fondatori dello "Scriblerus Club" e venne considerato dagli altri membri del gruppo come la persona più divertente, ma rispetto agli altri lasciò meno di opere scritte. Le sue satire erano scritte con facilità, umanità ed una evidente simpatia. Swift ed Arbuthnot ebbero uno stile simile (entrambi preferivano frasi aperte e vocaboli comprensibili), ciò ha fatto sì che le loro opere venissero attribuite reciprocamente. Il trattato sulle menzogna in politica, per esempio, venne attribuito a Swift precedentemente, benché fosse sicuramente di Arbuthnot. Generalmente, gli scritti di Arbuthnot non sono così aggressivi o nichilisti come quelli di Swift, ma entrambi attaccano gli stessi obiettivi ed entrambi si rifiutano di sostenere un insieme di norme positive per i loro lettori.
Poiché Arbuthnot non si attribuì molte delle sue opere, è difficile definire il suo valore letterario. Sappiamo che fu alla base di molte delle più famose satire della sua epoca e che fu la fonte e il tramite di molti dei più brillanti scritti di un mezzo secolo di letteratura, ma Arbuthnot fece di tutto per non ricevere il dovuto merito.